# Sytuacja prawna i społeczna osób LGBT w Kostaryce
Sytuacja prawna i społeczna osób LGBT w Kostaryce obejmuje kwestie związane z równouprawnieniem (lub jego brakiem) osób homoseksualnych (lesbijek i gejów), biseksualnych (kobiet i mężczyzn) oraz trans (nie-cispłciowych) i innych osób queer (osób LGBT) w różnych aspektach kostarykańskiego prawa i w oczach społeczeństwa.

## Historia

### XVI–XIX w.
W 1502 roku na teren dzisiejszej Kostaryki przybył Krzysztof Kolumb, a w 1561 roku jej część (Cartago) stała się kolonią hiszpańską. W czasach, gdy tereny dzisiejszej Kostaryki wchodziły w skład imperium hiszpańskiego, homoseksualizm był powszechnie uznawany za grzech śmiertelny oraz za przestępstwo. Takie podejście trwało do II połowy XIX wieku. Dotyczyło zarówno gejów, jak i lesbijek, aczkolwiek państwo zwracało uwagę tylko na tych pierwszych. Paradoksalnie, mimo że homoseksualizm karano z przyczyn religijnych, to większość osób skazanych za homoseksualizm stanowili zakonnicy i księża. Depenalizacja kontaktów homoseksualnych nastąpiła dopiero kilkadziesiąt lat po zakończeniu się hiszpańskich rządów (czyli po 1821 roku), a mianowicie podczas rządów Tomása Guardii Gutiérreza (od 9 września 1870 do 6 lipca 1882 z przerwą od 8 maja 1876 do 11 września 1877) w ramach antyklerykalnych zmian w państwie.

### XX w.
Ani rząd, ani ogół kostarykańskiego społeczeństwa nie zwracał uwagi na prawa osób LGBT aż do lat 60., kiedy podejście Kostarykanów do seksu i seksualności zaczęło się zmieniać dzięki rewolucji seksualnej w cywilizacji zachodniej. Dialog na temat homoseksualności rozpoczął się po wydaniu książki La isla de los hombres solos (Wyspa samotnych mężczyzn), powieści José Ángel Sánchez, w której przedstawiono homoseksualność jako normę w zakładzie karnym San Lucas. Ów dialog sprawił, że Kostarykanie zaczęli akceptować homoseksualność. Sytuacja pogorszyła się we wczesnych i środkowych latach 80., kiedy to postrzeganie gejów przez kostarykańskie społeczeństwo pogorszyło się z powodu pandemii AIDS. Ok. 1990 roku postrzeganie homoseksualizmu zaczęło się ponownie polepszać, dzięki czemu społeczność gejów i lesbijek w Kostaryce stała się bardzo aktywna, co przejawia się m.in. dużą liczbą klubów gejowskich, do których przyjeżdżają nawet turyści z Ameryki Północnej i Europy.

## Kalendarium
- Między 1870 a 1882: depenalizacja stosunków homoseksualnych[3]
- 1971: legalizacja stosunków homoseksualnych[4]
- 1998: delegalizacja dyskryminacji związanej z orientacją seksualną przy zatrudnianiu[4]
- 1999: wyrównanie wieku zgody przy stosunkach homoseksualnych i heteroseksualnych[4]
- 2003: pierwszy rozpoczęcia procesu adopcji dziecka przez transkobietę[5]
- 2007: legalizacja oddawania krwi przez mężczyzn mających kontakty seksualne z mężczyznami[6] po wielu latach działań aktywistów, m.in. Alberta Cabezasa[7]
- 2008: odrzucenie przez sądu najwyższego prawa więźniów do widzeń ze swymi partnerami, jeśli partner i więzień są tej samej płci, a także ustanowienie wieku zgody przy stosunkach homoseksualnych na 18 lat[5]
- 2010: odrzucenie przez sąd najwyższy propozycji referendum w sprawie legalizacji jednopłciowych związków partnerskich
- 2012: poparcie związków jednopłciowych przez prezydentkę Laurę Chinchillę Mirandę[5]
- 2014: umożliwienie parom jednopłciowym dzielenia się świadczeniami emerytalnymi i zdrowotnymi[5] oraz pierwszy w Kostaryce przypadek prawnego uznania związku partnerskiego dwójki gejów[5]
- 2016: rozszerzenie renty rodzinnej na pary tej samej płci[5][8][9]
- 2018: rozszerzenie praw osób LGBT na migrantów oraz pierwszy przypadek wypłacenia renty rodzinnej homoseksualnemu mężczyźnie, którego partner zmarł[10]; prawne uznanie tożsamości płciowej osób transpłciowych i uznanie ich medycznej korekty płci za część interesu publicznego; wystosowanie przez sąd najwyższy nakazu legalizacji małżeństw jednopłciowych przez parlament do maja 2020 roku[5]
- 2020: legalizacja małżeństw jednopłciowych[11] i adopcji dzieci przez takie małżeństwa[12]